# Мединская конституция
Мединская конституция — договор 622 года между мусульманской общиной Мухаммеда и жителями Медины, трактуемый как первая мусульманская конституция, регулирующая отношения мусульман с союзными немусульманами.

## Важные положения
- Мусульмане и люди Писания составляют одну умму, несмотря на религиозные различия.

Не причиняйте зло тем евреям, которые подчиняются нам, и не оказывайте помощь тем, кто выступает против них.
Религия евреев - своя, верующих - своя. Евреи останутся при своей, мусульмане при своей религиях.
Перевод О. Г. Большакова:

<…> и что тем из иудеев, кто следует за нами, — помощь и равенство, их не притеснят и не будут помогать против них <…>;

<…> у иудеев своя религия, а у мусульман — своя; тот, кто совершил несправедливость или преступление, тот, воистину, будет виноват только сам и его семья <…>.— Большаков О. Г. История Халифата: В 4 т. - М.: Восточная литература, 2002. Т. 1. С. 93-94.